# Генріх Маусгаке
Генріх Маусгаке (нім. Heinrich Maushake; 1894 — 31 серпня 1987) — німецький льотчик-ас, лейтенант Імперської армії.

## Біографія
Учасник Першої світової війни. 20 листопада 1917 року прийшов у 4-ту винищувальну ескадрилью, а через 11 місяців вже тимчасово виконував обов'язки командира — 22 жовтня 1918 року, коли Ернст Удет був поранений, а Егон Кепш був відряджений в 11-ту винищувальну ескадрилью. Проте 3 листопада 1918 року Маусгаке був збитий і поранений.
Всього за час бойових дій здобув 6 перемог, ще 2 залишились непідтвердженими.

## Нагороди
- Залізний хрест 2-го і 1-го класу